# O Candidato
O Candidato (em inglês:  The Candidate) é um filme norte-americano de 1972, do gênero comédia dramática, dirigido por Michael Ritchie e estrelado por Robert Redford e Peter Boyle.